# 叙安
叙安（法語：Suin，法語發音：[sɥɛ̃]）是法国索恩-卢瓦尔省的一个市镇，属于沙罗勒区。

## 地理
叙安（46°26'1"N, 4°28'13"E）面积21.98 平方千米，位于法国勃艮第-弗朗什-孔泰大區索恩-卢瓦尔省，该省份为法国中部省份，北起顺时针与科多尔省、汝拉省、安省、罗讷省、卢瓦尔省、阿列省和涅夫勒省接壤。
与叙安接壤的市镇（或旧市镇、城区）包括：圣博内德茹、博布里、希德、锡维尼翁、韦罗夫尔。

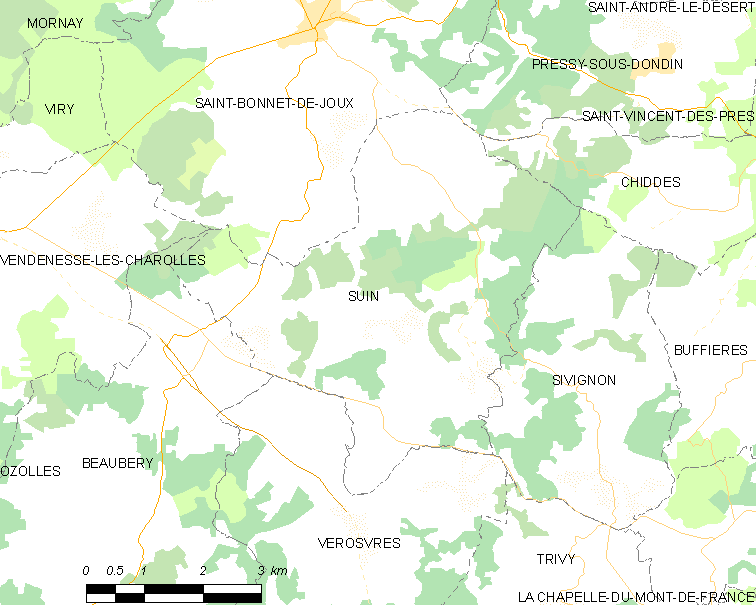
叙安的OSM定位图

叙安的时区为UTC+01:00、UTC+02:00（夏令时）。

## 行政
叙安的邮政编码为71220，INSEE市镇编码为71529。

## 政治
叙安所属的省级选区为沙罗勒县。

## 人口

1962-2008年间叙安人口变化图示

叙安于2022年1月1日时的人口数量为274人。